# Lièpvre
Lièpvre (tiếng Đức: Leberau) là một xã ở tỉnh Haut-Rhin trong vùng Grand Est ở đông bắc Pháp. Xã này có diện tích 12,55 km², dân số năm 1999 là 1770 người. Khu vực này có độ cao 275 mét trên mực nước biển.